# Сабо, Янош
Янош Сабо (венг. Szabó János; 17 ноября 1897, Зегужень — 19 января 1957, Будапешт) — венгерский рабочий, водитель грузовика, активный участник антикоммунистического Венгерского восстания 1956 года. Командовал крупным повстанческим отрядом во время боёв в Будапеште. Казнён после подавления восстания. В современной Венгрии считается героем революции.

## Биография

### Происхождение. Рабочий и солдат
Янош Сабо родился в семье банатских венгров. Отец Яноша Сабо был учителем. В трёхлетнем возрасте Янош лишился отца, после чего был оставлен матерью. До 15-летнего возраста он жил в приёмных семьях. Окончил среднюю школу в Темешваре (Тимишоаре). Освоил профессию слесаря.
Во время Первой мировой войны Янош Сабо был призван в австро-венгерскую армию. Воевал на Восточном фронте с русскими войсками, был награждён медалью, получил звание капрала.
В 1919 году Сабо вступил в Венгерскую Красную армию. После падения Венгерской советской республики вступил во французский Иностранный легион, но вскоре бежал в Болгарию. Затем перебрался в Румынию, к которой после Первой мировой войны отошёл его родной Банат. Работал механиком, обзавёлся семьёй.

### Конфликты с коммунистическим режимом
В 1942 году Янош Сабо переехал в Будапешт. Обзавёлся второй семьёй. Работал водителем грузовика.
После прихода к власти коммунистов Янош Сабо вступил в Компартию Венгрии. Конфликтовал с функционерами партаппарата. Разочаровавшись в коммунистическом режиме, попытался в 1949 году бежать на Запад через Югославию. Был арестован югославскими пограничниками, депортирован в ВНР, где отбыл три месяца в тюрьме. После этого продолжал работать водителем грузовика в Будапеште.
В 1953 году Янош Сабо был арестован госбезопасностью по обвинению в шпионаже в пользу Югославии. Следствие продолжалось девять месяцев, Сабо подвергался жестоким допросам и пыткам. Освобождён в связи с явным отсутствием каких-либо улик.

### «Дядюшка Сабо» — повстанческий командир
В октябре 1956 года Янош Сабо поддержал антикоммунистическое Венгерское восстание. К вооружённой борьбе он примкнул 26 октября, после того, как почти случайно помог разгрузить грузовик с оружием.

Ракоши и Герё вели плохую политику. Надь обращался к людям, которые не хотели власти Герё… Я узнал, что повстанцы борются за независимость Венгрии, вывод советских войск, повышение заработной платы, изгнание коммунистов из правительства. Я был согласен со всеми этими целями и решил присоединиться к восстанию. Не скажу, чтобы в этом решении отсутствовал мотив мести — я помнил свой несправедливый девятимесячный арест.

Янош Сабо

В короткий срок Янош Сабо приобрёл высокий авторитет среди повстанцев. Получил прозвище Szabó bácsi — Дядюшка Сабо (иногда — Папаша Сабо). Командовал формированием, контролировавшим площадь Сена и площадь Москвы. Общее военно-политическое руководство на этой территории осуществлял другой бывший коммунист Йожеф Дудаш как председатель Национального революционного комитета II района Будапешта. Видную роль в командовании играли также Роберт Бан, Кемаль Экрем, Енё Фонаи. Этот укрепрайон был вторым по значению в повстанческой обороне после «Пассажа Корвина». В составе повстанческой группы особо выделялась «Шахтёрская бригада», состоявшая из прибывших в Будапешт горняков во главе с  Ласло Русняком, Тибором Цимером и Андрашем Лауринецем.
По характеру Янош Сабо был человеком добродушным и компромиссным. Однако он жёстко проводил повстанческую линию, упорно удерживал позиции. В то же время Сабо — в отличие от многих других — не проявлял жестокости. Он отпускал пленных солдат, коммунистов и даже сотрудников госбезопасности, предпочитал договариваться с противником. В боестолкновения вступал только при исчерпании возможностей для компромисса, но бои вёл с большим упорством. Категорически запрещал и пресекал попытки грабежей, о чём отдельно говорил на суде Ласло Русняк. Сабо дал публичную клятву сражаться до конца с целованием оружия.
4 ноября советские войска повели массированное наступление во II районе.

Советское командование стянуло к этим площадям большое количество танков и артиллерии и начало интенсивный обстрел всех зданий прямой наводкой. Первой дрогнула группировка «Сена», так как её командир Дудаш был ранен и переправлен в госпиталь… Отряд на площади Москвы под командованием Сабо продержался на сутки дольше.

Виктор Ворошильский

После отступления с площадей Янош Сабо пытался организовать подпольное вооружённое сопротивление. Несколько дней ему удавалось скрываться в подвалах. 19 ноября был обнаружен по доносу и арестован.

### Суд и казнь. Память в современности

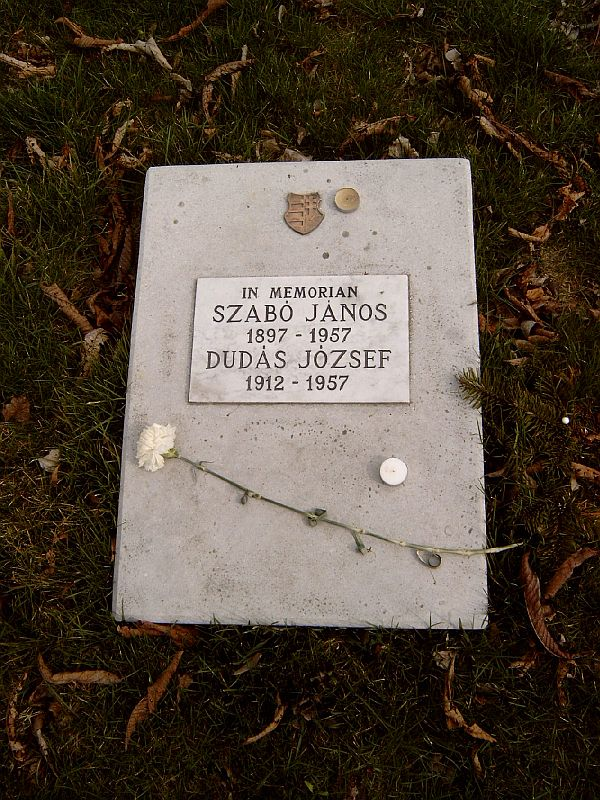
Могила Дудаша и Сабо

В соответствии с заранее принятым политическим решением, суд приговорил Яноша Сабо к смертной казни. Свидетельства отпущенных пленных о гуманном обращении с ними не были приняты во внимание. 19 января 1957 года Янош Сабо был казнён вместе с Йожефом Дудашем. Оба похоронены в одной могиле.
После смены общественно-политического строя Венгрии Янош Сабо считается героем и «олицетворением революционной чистоты». Во II районе Будапешта установлена посвящённая Дядюшке Сабо мемориальная доска.